# Tijen Karaş
Tijen Karaş (Ankara, 28 de gener de 1975) és una periodista turca, experimentada presentadora de notícies a TRT, el canal estatal de televisió a Turquia.
Tijen Karaş es va veure obligada a llegir la declaració dels colpistes a Turquia el 15 de juliol del 2016, amb les mans lligades a l'esquena pels soldats rebels. La temptativa del cop d'estat la va convertir en una de les persones més cercades a internet. i va afirmar que «fou la transmissió més difícil de la meva carrera».
Karaş és graduada del Departament de Sociologia de la Universitat Hacettepe d'Ankara i treballa a TRT des del 2000. Abans de passar a les notícies, va presentar el programa Gençlik ve Yaşam (La Joventut i la Vida).